# Bushwick

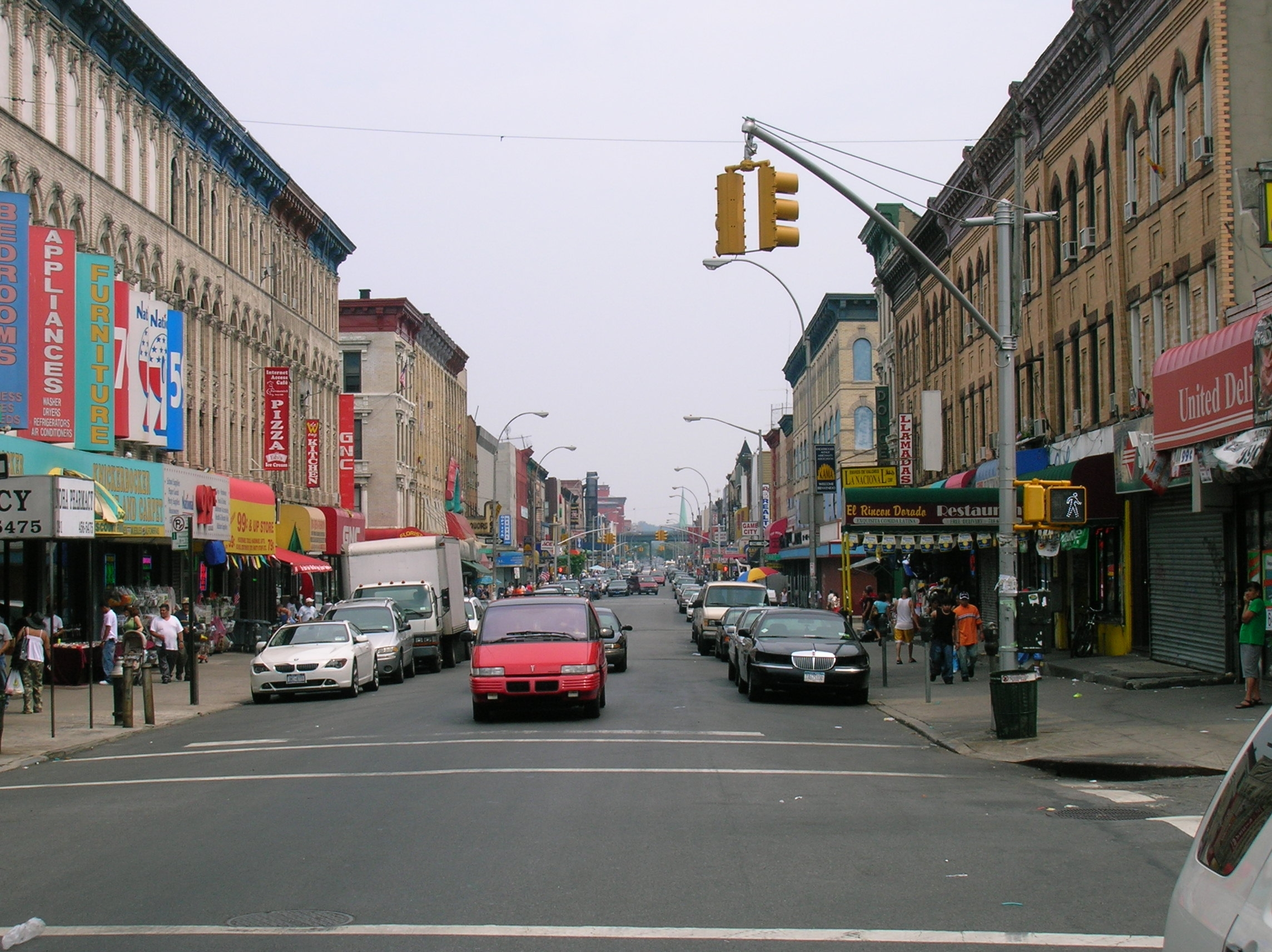
Avenida Knickerbocker al sur del Parque de María Hernández.

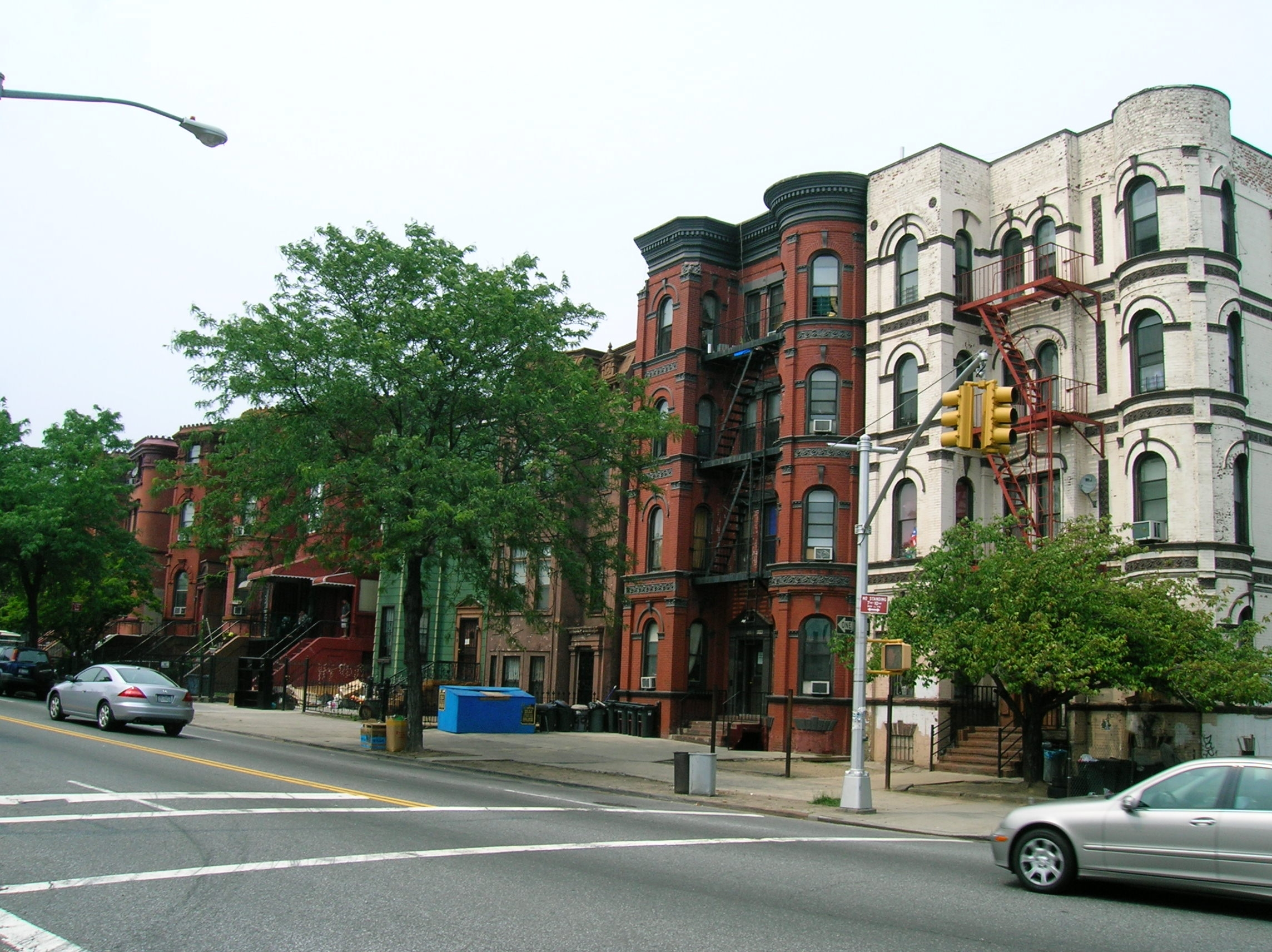
Viviendas en la avenida Bushwick, cerca de la calle Suydam.

Bushwick es un barrio en la parte noreste del distrito de Brooklyn en Nueva York, Estados Unidos. Colinda con East Williamsburg al noroeste, con Bedford-Stuyvesant al suroeste, con el Cementerio de Evergreens y otros cementerios al sureste y con Ridgewood, Queens, al noreste. El barrio es parte del consejo comunitario Nº 4 (inglés: Brooklyn Community Board 4) y está servido por el 83º distrito policial del Departamento de Policía de Nueva York.

## Población
La población de Bushwick en 2007 era de 129.980 habitantes, con un 38.9% de origen extranjero. A pesar de ser un barrio étnico, la población de Bushwick es relativamente homogénea, con un 0.5 en el índice de diversidad racial del Furman Center, convirtiéndose en el 35.º barrio más diverso en 2007. La mayor parte de residentes son latinos de las islas del Caribe, de Puerto Rico y de la República Dominicana, pero en los últimos años se ha visto un incremento de otros grupos latinos y de raza blanca. En 2008, el ingreso medio por hogar del barrio fue de 28.802 dólares. El 32% de la población está por debajo del umbral de la pobreza, haciendo de Bushwick el séptimo barrio más pobre de la ciudad de Nueva York. Más del 75% de los niños en el barrio han nacido en la pobreza, y solo el 40.3% de los estudiantes en Bushwick leen a nivel escolar, siendo el 49.º barrio más alfabetizado en la ciudad en 2007.

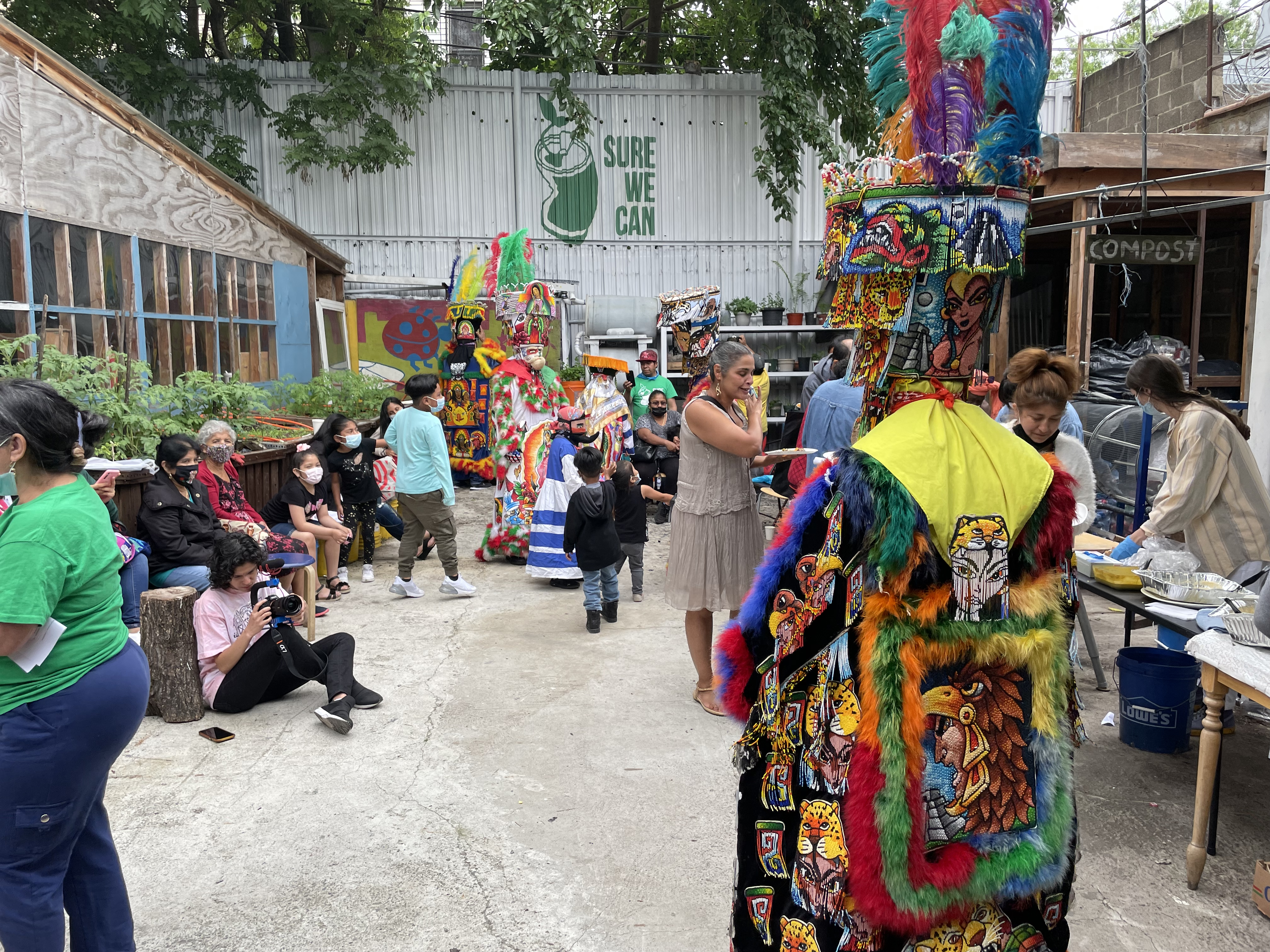
Centro de reciclaje sin ánimo de lucro Sure We Can, June 2021

## Transporte
Las principales paradas de metro del barrio son Calle Jefferson, Avenida DeKalb, Avenidas Myrtle y Wyckoff y Calle Halsey en la línea Canarsie (L), Avenida Central en la línea de la Avenida Myrtle (M), y Avenida Flushing, Avenida Myrtle, Calle Kosciuszko, Avenida Gates y Calle Halsey en la línea Jamaica (J y Z). Las líneas de autobús en Bushwick son la B15, B26, B38, B52, B54 y B60.

### En inglés
- The Death and Life of Bushwick, Primavera de 2008, City Journal (en inglés).
- Brownstoner: Bushwick
- Poverty In Bushwick
- The Bushwick Renaissance Initiative
- Bushwiki
- Make The Road By Walking Archivado el 29 de enero de 2011 en Wayback Machine.. Community Center and Organizing Project.
- Nonprofit Organization for Bushwick Artists and Community
- Ridgewood Bushwick Seniors Citizens Council
- BushwickBK.com
- Photos of Bushwick

- Datos: Q2288728
- Multimedia: Bushwick, Brooklyn / Q2288728